# Tádzsikisztán az 1996. évi nyári olimpiai játékokon
Tádzsikisztán az egyesült államokbeli Atlantában megrendezett 1996. évi nyári olimpiai játékok egyik részt vevő nemzete volt. Az országot az olimpián 5 sportágban 8 sportoló képviselte, akik érmet nem szereztek. Tádzsikisztán önállóan először vett részt az olimpiai játékokon.

## Atlétika
Női
| Versenyző           | Versenyszám | Eredmény | Helyezés |
| ------------------- | ----------- | -------- | -------- |
| Gulszara Dadabajeva | Maraton     | 3:09:08  | 61.      |

## Birkózás
Kötöttfogású
| Versenyző     | Versenyszám | 32-es főtábla           | Nyolcaddöntő      | Negyeddöntő       | Elődöntő          | Vigaszág 2. kör            | Vigaszág 3. kör       | Vigaszág 4. kör             | Vigaszág 5. kör   | Vigaszág 6. kör   | Bronz- mérkőzés   | Döntő             | Helyezés |
| Versenyző     | Versenyszám | Ellenfél Eredmény       | Ellenfél Eredmény | Ellenfél Eredmény | Ellenfél Eredmény | Ellenfél Eredmény          | Ellenfél Eredmény     | Ellenfél Eredmény           | Ellenfél Eredmény | Ellenfél Eredmény | Ellenfél Eredmény | Ellenfél Eredmény | Helyezés |
| ------------- | ----------- | ----------------------- | ----------------- | ----------------- | ----------------- | -------------------------- | --------------------- | --------------------------- | ----------------- | ----------------- | ----------------- | ----------------- | -------- |
| Raul Dgvoreli | 130 kg      | Petro Kotok (UKR) · 0–5 |                   |                   |                   | Guillermo Díaz (MEX) · 4–2 | Yogi Johl (CAN) · 2–0 | Szuzuki Kenicsi (JPN) · 0–8 | kiesett           | kiesett           | kiesett           |                   | 9.       |

## Cselgáncs
Férfi
| Versenyző          | Versenyszám  | Selejtező              | 32-es főtábla                         | Nyolcaddöntő           | Negyeddöntő       | Elődöntő          | Vigaszág első kör | Vigaszág negyeddöntő | Vigaszág elődöntő | Bronz- mérkőzés   | Döntő             | Helyezés |
| Versenyző          | Versenyszám  | Ellenfél Eredmény      | Ellenfél Eredmény                     | Ellenfél Eredmény      | Ellenfél Eredmény | Ellenfél Eredmény | Ellenfél Eredmény | Ellenfél Eredmény    | Ellenfél Eredmény | Ellenfél Eredmény | Ellenfél Eredmény | Helyezés |
| ------------------ | ------------ | ---------------------- | ------------------------------------- | ---------------------- | ----------------- | ----------------- | ----------------- | -------------------- | ----------------- | ----------------- | ----------------- | -------- |
| Rusztam Bokijev    | Légsúly      | erőnyerő               | Abdel Ouahed Idrissi Chorfi (MAR) · V | kiesett                | kiesett           | kiesett           |                   |                      |                   |                   |                   | 21.      |
| Hajrullo Nazrijev  | Félnehézsúly | Ronny Gómez (CRC) · GY | Luigi Guido (ITA) · V                 | kiesett                | kiesett           | kiesett           |                   |                      |                   |                   |                   | 21.      |
| Szaidahtam Rahimov | Nehézsúly    | erőnyerő               | Orlando Baccino (ARG) · GY            | Eric Krieger (AUT) · V | kiesett           | kiesett           |                   |                      |                   |                   |                   | 17.      |

## Műugrás
Férfi
| Versenyző    | Versenyszám    | Selejtező | Selejtező | Elődöntő | Elődöntő | Döntő   | Döntő    |
| Versenyző    | Versenyszám    | Pont      | Helyezés  | Pont     | Helyezés | Pont    | Helyezés |
| ------------ | -------------- | --------- | --------- | -------- | -------- | ------- | -------- |
| Szergej Orin | Egyéni műugrás | 162,66    | 39.       | kiesett  | kiesett  | kiesett | kiesett  |

Női
| Versenyző        | Versenyszám    | Selejtező | Selejtező | Elődöntő | Elődöntő | Döntő   | Döntő    |
| Versenyző        | Versenyszám    | Pont      | Helyezés  | Pont     | Helyezés | Pont    | Helyezés |
| ---------------- | -------------- | --------- | --------- | -------- | -------- | ------- | -------- |
| Natalja Sljomova | Egyéni műugrás | 180,54    | 29.       | kiesett  | kiesett  | kiesett | kiesett  |

## Ökölvívás
| Versenyző       | Versenyszám | Selejtező                   | Nyolcaddöntő               | Negyeddöntő       | Elődöntő          | Döntő             | Helyezés |
| Versenyző       | Versenyszám | Ellenfél Eredmény           | Ellenfél Eredmény          | Ellenfél Eredmény | Ellenfél Eredmény | Ellenfél Eredmény | Helyezés |
| --------------- | ----------- | --------------------------- | -------------------------- | ----------------- | ----------------- | ----------------- | -------- |
| Hursed Haszanov | Harmatsúly  | Kehinde Aweda (NGR) · 20–10 | Kovács István (HUN) · 3–17 | kiesett           | kiesett           | kiesett           | 9.       |